# شروین حاجی‌پور
شروین حاجی‌آقاپور (زادهٔ ۱۰ فروردین ۱۳۷۶) خواننده، ترانه‌سرا و آهنگساز اهل ایران است. وی فارغ‌التحصیل رشته اقتصاد از دانشگاه مازندران است. او در فاصله چند روز بعد از خواندن ترانه اعتراضی «برای…» به یکی از سرشناس‌ترین چهره‌های خیزش ۱۴۰۱ ایران تبدیل شد. او این ترانه را بر اساس توئیت‌های اعتراضی برای همراهی با مردم معترض نوشت و سپس برای مدتی توسط حکومت بازداشت شد. مجلهٔ تایم در سال ۲۰۲۳ او را یکی از ۱۰۰ شخص تأثیرگذار در جهان نامید.
حاجی‌پور بابت «برای…» برنده جایزه گرمی بهترین ترانه برای تغییر اجتماعی سال ۲۰۲۳ شد. جیل بایدن، بانوی اول ایالات متحده آمریکا، در این مراسم با تقدیر از این ترانه و با یادآوری کشته‌شدن مهسا امینی و جنبش زن، زندگی، آزادی، او را برنده این جایزه اعلام کرد. حاجی‌پور در واکنش به بردن این جایزه، با انتشار عکسی از خود در صفحه اینستاگرام خود نوشت: «ما بردیم.»

## زندگی و حرفه
شروین حاجی‌پور در ۱۰ فروردین ۱۳۷۶ در شهر بابلسر مازندران زاده شد. او دارای دیپلم ریاضی و مدرک کارشناسی اقتصاد از دانشگاه مازندران است.
حاجی‌پور از ۸ سالگی در کلاس‌های موسیقی مختلفی آموزش دید. او با شرکت در فصل اول برنامه عصر جدید توانست خودش را به عنوانِ یک خواننده مطرح کند. او در عصر جدید تا مراحل نهایی بالا آمد و در همان مرحله اول با ترانه «شاید بهشت» توانست رای هر چهار داور را به خود اختصاص دهد. آریا عظیمی‌نژاد، آهنگساز و داور این برنامه از او به خاطر صدای متفاوتش تقدیر کرد و گفت «ما کمتر فردی را داشته‌ایم که هم آهنگ بسازد، هم بخواند و هم ترانه و شعر بسراید.» حامد صفایی، کارگردان هنری عصر جدید، با اعلام اینکه حاجی‌پور شرکت کننده عصر جدید بوده، اعلام کرد در آن برهه صدا و سیما نگران بود که حاجی‌پور در آینده دردسرساز خواهد شد.

### ترانه «برای…»
حاجی‌پور در مهر ۱۴۰۱ پس از کشته‌شدن مهسا امینی و در جریان اعتراضات سراسری ۱۴۰۱ ایران، ترانه اعتراضی «برای…» را بر اساس توئیت‌های اعتراضی کاربران فارسی‌زبان با مطلع «برای…» ساخت که ویدئوی این ترانه تنها در صفحه شخصی وی در اینستاگرام در طی سه روز، با وجود محدودیت‌های فیلترینگ، نزدیک به ۴۰ میلیون بازدید را به ثبت رساند. این ترانه در همان روزهای نخست انتشار، با استقبال عمومی روبه‌رو شد و به یکی از نمادهای خیزش ۱۴۰۱ ایران تبدیل شد.

#### دستگیری و بازداشت
حاجی‌پور در ۷ مهر ۱۴۰۱ به‌دلیل انتشار موزیک‌ویدئوی «برای…»، توسط مأموران امنیتی جمهوری اسلامی بازداشت شد. ۹ مهر ۱۴۰۱ خبرگزاری دولتی برنا، وابسته به وزارت ورزش و جوانان، بازداشت حاجی‌پور را شایعه نامید و مدعی شد که وی بازداشت نشده است. با این وجود یک روز بعد، کمند حاجی‌پور خواهر وی اعلام کرد برخلاف شایعات برخی رسانه‌های حکومتی، او آزاد نشده و همچنان در بازداشت «اداره اطلاعات ساری» به سر می‌برد. وی در ۱۲ مهر با قید وثیقه آزاد شد. به گفته محمد کریمی، دادستان عمومی و انقلاب مرکز استان مازندران، شروین حاجی‌پور در حال حاضر با قرار وثیقه آزاد شده تا پرونده وی مراحل قانونی را طی کند.
در ۱۱ اسفند ۱۴۰۲ با انتشار عکسی در اینستاگرام خود اعلام کرد که به اتهام تبلیغ علیه نظام به هشت ماه زندان و بابت اتهام تحریک مردم به اغتشاشات به قصد برهم زدن امنیت کشور به سه سال زندان محکوم شده است.
در ۲ مهر ۱۴۰۳ حاجی پور در یک ویدیو اظهار کرده که با ابلاغ یک بخشنامه جدید، حکم عفو او صادر شده و پرونده او مختومه اعلام شده است. او همچنین از محسن چاووشی بابت پیگری آزادی او و کسانی که در مختومه کردن پرونده‌اش به او کمک کردند تشکر کرد.

#### واکنش‌ها
محمد اصفهانی، خواننده موسیقی پاپ و سنتی، در واکنش به این بازداشت در اینستاگرام خود از شروین به عنوان دوست و هنرجوی خود که در مسابقات عصر جدید با او آشنا شده بود یاد کرد و گفت «شروین جوانی فوق‌العاده بااستعداد، معصوم، خجالتی و با احساس بود و از خبر دستگیری او بسیار متأثر و غمگین شدم.»
اسفندیار منفردزاده در گفت‌وگو با رادیو فردا گفت: «شروین کار کارستانی کرده برای اینکه انتخاب از این زیباتر نمی‌شود. این هوش بالا و شرف انسانی شروین بود که انفجار ایجاد کرد.»
راجر واترز برای او توییتی کرد که اشاره به ترانهٔ خشتی دیگر در دیوار گروه پینک فلوید داشت.

## افتخارات

### جایزه گرمی
شروین حاجی پور در سال ۲۰۲۳ برنده بهترین ترانه تأثیرگذار در تغییرات اجتماعی در شصت و پنجمین دور از جوایز گرمی برای ترانه شد. جیل بایدن بانوی اول آمریکا در این مراسم با تقدیر از این ترانه و با یادآوری مرگ مهسا امینی و جنبش زن، زندگی، آزادی، شروین حاجی‌پور را برنده این جایزه اعلام کرد. ویدیویی از شروین حاجی‌پور در فضای مجازی دست به دست می‌شد که نشان‌گر واکنش وی و خوشحالی دوستانش به دریافت جایزه گرمی بود. شروین پس از دریافت جایزه گرمی خطاب به مردم ایران نوشت: «ما بردیم!». با این حال در ۸ فوریه ۲۰۲۳ متنی در صفحه اینستاگرام و توئیتر شروین منتشر شد که با توجه به تضاد با واکنش‌های قبلی شروین نسبت به برد جایزه و دیدگاه سیاسی وی در آهنگ «برای»، نشانگر تحمیل فشار و انتشار اجباری از طرف وزارت اطلاعات و سران حکومت جمهوری اسلامی بود.

### تایم ۱۰۰
مجله تایم شروین حاجی پور را در فهرست صد چهره تأثیرگذار سال۲۰۲۳ در بخش هنرمندان این مجله قرار داد.

## ترانه‌شناسی
حاجی‌پور سی و سه آهنگ، سه آهنگ موسیقی متن، چهار نماهنگ، چهل و هشت آهنگ منتشر نشده و سه آهنگ را به عنوان هنرمند برجسته منتشر کرده است. او پس از آزمون خوانندگی در عصر جدید در ۲ فروردین ۱۳۹۸ با آهنگ شاید بهشت که خودش نوشت و اجرا کرد، این آهنگ را به‌عنوان نخستین تک‌آهنگ خود بر روی همه پلتفرم‌ها منتشر کرد و در بین نسل جوانان ایرانی شهرت یافت. پس از انتشار آهنگ‌های زیادی، او آهنگ جهانی خود را به نام «برای…» در ۶ مهر ۱۴۰۱ منتشر کرد. این آهنگ از توئیت‌های با مضمون برای در توئیتر بعد از کشته‌شدن مهسا امینی نوشته شده است. این آهنگ نخستین‌بار در حساب حاجی‌پور در اینستاگرام منتشر شد و در کمتر از دو روز پس از دستگیری او توسط مقامات در ۷ مهر، ویدئوی این آهنگ از روی صفحهٔ حذف شد. این آهنگ در کمتر از ۴۸ ساعت حدود ۴۰ میلیون بازدید داشت. بعدها از آن به عنوان سرودی در اعتراضات به جان باختن مهسا امینی یاد شد. با توجه به محبوبیت روزافزون حاجی‌پور، ترانه‌های دیگر او از جمله «بعدِ ما»، «بهار اومد» و «چشماتو ببند» در فضای مجازی منتشر و در بین طرفداران محبوب شدند.

### تک‌آهنگ‌ها
| نام                      | ترانه‌سرا | آهنگساز | انتشار           | یادداشت(ها)                                                             | منابع         |
| ------------------------ | -------- | ------- | ---------------- | ----------------------------------------------------------------------- | ------------- |
| تا عشق                   |          |         | ۲ اسفند ۱۳۹۷     |                                                                         |               |
| یه تیکه ابر              |          |         | ۶ اسفند ۱۳۹۷     |                                                                         |               |
| با درداش                 |          |         | ۲۸ شهریور ۱۳۹۸   | تقدیم شده به دختر آبی. [دختر(ان) آبی]                                   |               |
| شاید بهشت                |          |         | ۲۲ اردیبهشت ۱۳۹۸ |                                                                         | [ ۳۶ ]        |
| فردا که بیدار شی از خواب |          |         | ۲۱ دی ۱۳۹۸       | در واکنش به سرنگونی هواپیمای اوکراینی ۷۵۲ همچنین جنگ روسیه و اوکراین    |               |
| نترس                     |          |         | ۱ خرداد ۱۴۰۰     | این ترانه، درمورد بانوان و مشکلات آنها در جامعه نوشته شده است.          |               |
| چمدون                    |          |         | ۳۰ دی ۱۳۹۹       |                                                                         | [ ۳۷ ] [ ۳۸ ] |
| حسود                     |          |         | ۲۵ بهمن ۱۳۹۸     |                                                                         |               |
| ولی نه اونقدر            |          |         | ۱۴ اسفند ۱۳۹۸    |                                                                         |               |
| لاله را دیدن             |          |         | ۱۰ فروردین ۱۳۹۹  |                                                                         |               |
| رفیق                     |          |         | ۱۶ خرداد ۱۳۹۹    |                                                                         |               |
| مثلِ تو                   |          |         | ۲۱ تیر ۱۳۹۹      |                                                                         |               |
| خجالتی                   |          |         | ۶ فروردین ۱۴۰۰   |                                                                         |               |
| بهار اومد                |          |         | ۱۴ مرداد ۱۴۰۰    |                                                                         |               |
| کارما                    |          |         | ۱۹ مرداد ۱۳۹۹    |                                                                         |               |
| گرگ                      |          |         | ۲۲ شهریور ۱۳۹۹   |                                                                         |               |
| مام استایل               |          |         | ۲۰ آبان ۱۳۹۹     |                                                                         |               |
| درنایِ منقرض              |          |         | ۱۶ فروردین ۱۴۰۰  |                                                                         |               |
| اَپلای                    |          |         | ۲۶ اردیبهشت ۱۴۰۰ |                                                                         |               |
| سایه                     |          |         | ۱۲ خرداد ۱۴۰۰    |                                                                         |               |
| پیانو                    |          |         | ۹ مهر ۱۴۰۰       |                                                                         |               |
| کنارِ ماهی‌ها              |          |         | ۱۷ مهر ۱۴۰۰      |                                                                         |               |
| انقضاء                   |          |         | ۱۶ آذر ۱۴۰۰      |                                                                         |               |
| زخم                      |          |         | ۱۶ آبان ۱۴۰۰     |                                                                         |               |
| شاید بهشت (نسخه آکوستیک) |          |         | ۲۴ آذر ۱۴۰۰      |                                                                         |               |
| بعدِ ما                   |          |         | ۱۱ دی ۱۴۰۰       |                                                                         |               |
| کلاغ                     |          |         | ۲۱ آبان ۱۴۰۰     | با اشکان کاگان                                                          |               |
| روزای خوب                |          |         | ۲۴ بهمن ۱۴۰۰     |                                                                         |               |
| بیمهٔ عمر                 |          |         | ۲۸ اسفند ۱۴۰۰    |                                                                         |               |
| سینِ هشتم                 |          |         | ۲۹ اسفند ۱۴۰۰    |                                                                         |               |
| بودی برا من              |          |         | ۱۰ فروردین ۱۴۰۱  |                                                                         |               |
| پیدات نیست               |          |         | ۹ اردیبهشت ۱۴۰۱  |                                                                         |               |
| می‌بوسمت                  |          |         | ۱۴ اردیبهشت ۱۴۰۱ |                                                                         |               |
| دائمی                    |          |         | ۲۹ اردیبهشت ۱۴۰۱ |                                                                         |               |
| به دنیا نمی‌دمش           |          |         | ۲۸ خرداد ۱۴۰۱    |                                                                         |               |
| تلفن                     |          |         | ۶ تیر ۱۴۰۱       |                                                                         |               |
| کسر شان                  |          |         | ۹ مرداد ۱۴۰۱     |                                                                         |               |
| چشماتو ببند              |          |         | ۲۳ شهریور ۱۴۰۱   |                                                                         |               |
| برای…                    |          |         | ۶ مهر ۱۴۰۱       | از توئیت‌هایی با مضمون برای در توئیتر بعد از کشته‌شدن مهسا امینی          |               |
| آشغال                    |          |         | ۲۲ دی ۱۴۰۲       | در واکنش به شرایط موجود با این پیام که «وطنش، ایران را ترک نخواهد کرد.» | [ ۳۹ ]        |
| شبونه                    |          |         | ۲۶ مرداد ۱۴۰۳    |                                                                         | [ ۴۰ ]        |

### به‌عنوان هنرمند برجسته
| نام        | انتشار | هنرمند | یادداشت(ها) | منابع  |
| ---------- | ------ | ------ | ----------- | ------ |
| خراب       | ۱۳۹۷   | سجادی  |             | [ ۴۱ ] |
| خونه       | ۱۳۹۸   | سجادی  |             | [ ۴۲ ] |
| اگه برگردم | ۱۳۹۸   | سجادی  |             | [ ۴۳ ] |

### آهنگ‌های موسیقی متن
| نام             | انتشار          | آلبوم     | یادداشت(ها)                                       | منابع |
| --------------- | --------------- | --------- | ------------------------------------------------- | ----- |
| چون هنوز زنده‌ای | ۱۳۹۸            | اسپورت شو | از برنامه تلویزیونی نمایش ورزشی                   |       |
| خوبِ من          | ۲۶ دی ۱۳۹۸      | سونامی    | از فیلم سینمایی سونامی                            |       |
| بازیمون         | ۴ اردیبهشت ۱۳۹۹ | بازیمون   | با حمیدرضا ترکاشوند – از برنامه تلویزیونی بازیمون |       |

### موزیک ویدئوها
| نام                      | انتشار | هنرمند(ان)    | کارگردان(ها)                | یادداشت(ها)                    | منابع  |
| ------------------------ | ------ | ------------- | --------------------------- | ------------------------------ | ------ |
| خوبِ من                   | ۱۳۹۹   | شروین حاجی‌پور | اوژن حقیقی، محمدرضا صدراملی | در کنار فرشته حسینی همبازی شد. | [ ۴۴ ] |
| شاید بهشت (نسخه آکوستیک) | ۱۴۰۰   | شروین حاجی‌پور | علی پازانی، مهیار کشاورز    |                                | [ ۴۵ ] |
| بودی برا من              | ۱۴۰۱   | شروین حاجی‌پور | علی پازانی                  |                                | [ ۴۶ ] |
| تلفن                     | ۱۴۰۱   | شروین حاجی‌پور | علی پازانی                  |                                | [ ۴۷ ] |